# Amurleopard
Der Amurleopard (Panthera pardus orientalis), auch Amur-Leopard, ist eine Unterart des Leoparden, die ehemals im Nordosten Chinas, dem nördlichen Korea und im Südwesten der russischen Region Primorje heimisch war. Seit 1996 wird der Amur-Leoparden auf der Roten Liste gefährdeter Arten der IUCN als vom Aussterben bedroht (Critically Endangered) geführt; im Jahr 2007 gab es in freier Wildbahn nur noch 14–20 Erwachsene und 5–6 Jungtiere. Außerhalb Russlands war die Art ausgestorben.
Durch Bemühungen von Tierschützern und nach der Ausweisung großer Schutzgebiete in Russland hat sich der Bestand des Amur-Leoparden inzwischen etwas erholt; Mitte 2015 wurde der Bestand in Russland und China auf 86 wildlebende Exemplare geschätzt. Damit hat sich der Bestand des Amur-Leoparden in der Wildbahn seit 2007 mehr als vervierfacht.

## Merkmale
Amurleoparden unterscheiden sich von anderen Unterarten durch ein dichtes Fell, das kräftig und einheitlich gezeichnet ist. Leoparden vom Flussbecken des Amur, den Bergen im Nordosten der Volksrepublik China und der koreanischen Halbinsel haben besonders im Winter blasse cremefarbene Felle. Die Rosetten auf den Flanken sind 5 × 5 cm groß, bis zu 2,5 cm weit auseinander und bestehen aus dichten, geschlossenen Ringen, die in der Mitte dunkler sind.
Ihr Fell ist weich und besteht aus langem, dichtem Haar. Die Haare auf dem Rücken sind im Sommer 20–25 mm und im Winter 50 mm lang. Das Winterfell variiert von hellgelb bis gelblich-rot mit goldfarbener Tönung oder rostfarben bis rötlichgelb. Das Sommerfell ist leuchtender und intensiver gezeichnet. Im Körperbau sind sie recht klein. Sechs männliche Tiere waren 107–136 cm lang mit einem 82–90 cm langen Schwanz und einer Schulterhöhe von 64–78 cm. Sie wogen 32,2–48 kg. Weibliche Tiere wogen 25–42,5 kg.

## Verbreitungsgebiet und Lebensraum

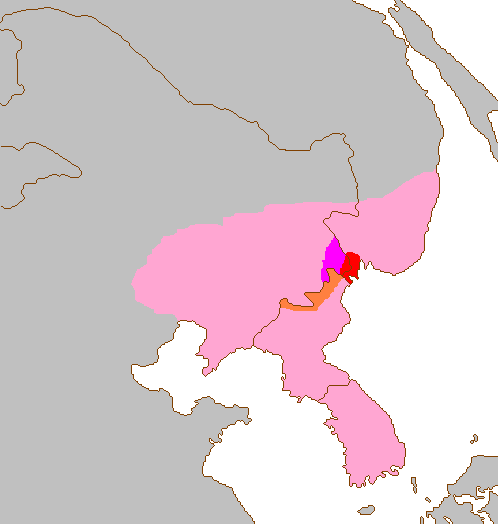
Das frühere Verbreitungsgebiet ist zusammengeschrumpft auf den roten Bereich

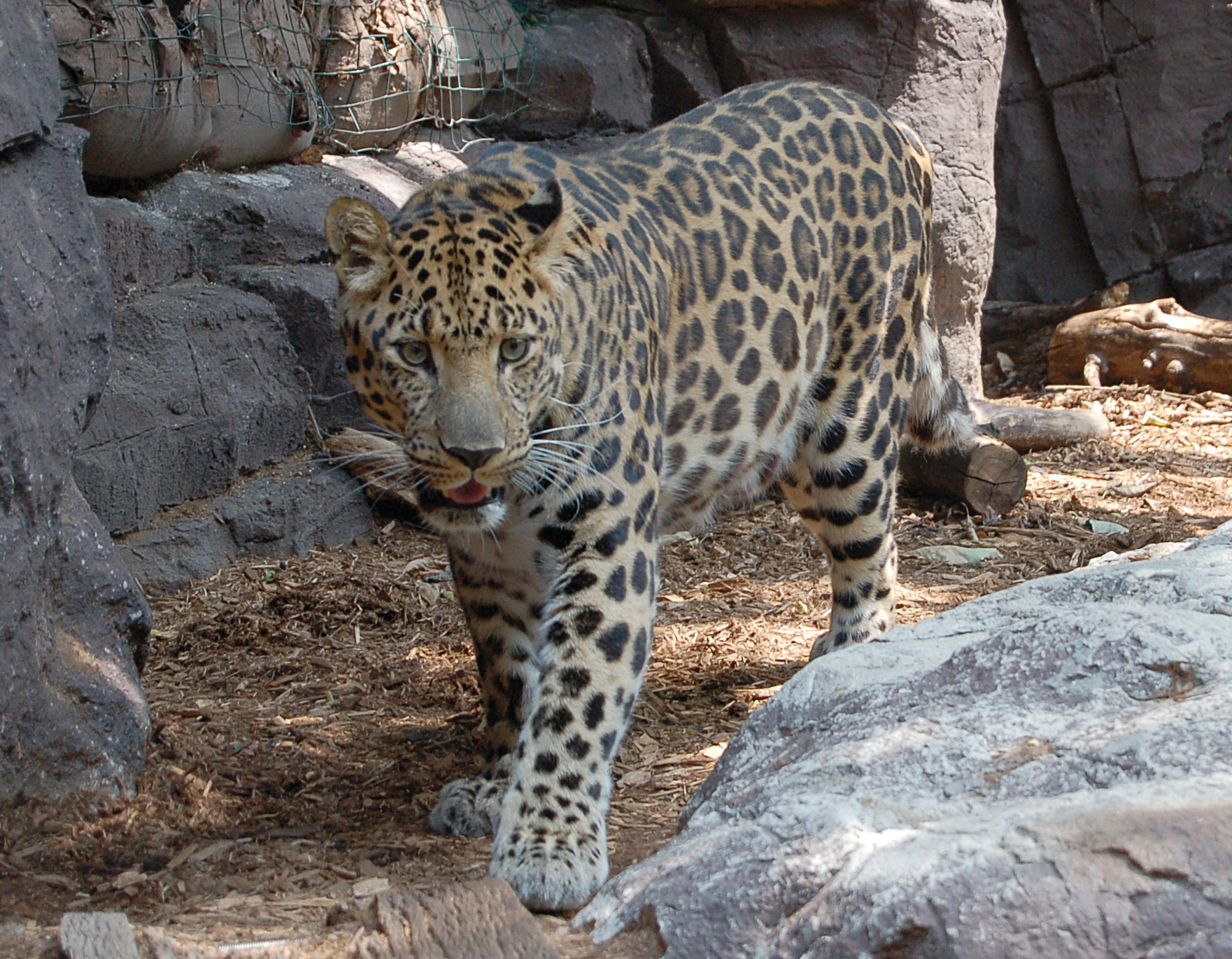
Amurleopard im Pittsburgh Zoo

Amur-Leoparden waren ehemals im Nordosten Chinas und auf der koreanischen Halbinsel, wahrscheinlich bis nach Peking beheimatet. In der Mitte des 20. Jahrhunderts war ihr Verbreitungsgebiet in Russland auf den äußersten Süden der Ussuri-Region beschränkt und erstreckte sich ab 44° N von der Küste des Japanischen Meeres nach Süden bis 43°10’ N entlang der Küste, von dort in westlicher Richtung bis zum Norden des Suchan-Flussbeckens, umfasste die Quelle des Ussuri und zwei der rechten Nebenflüsse in dessen Oberlauf. Von dort erstreckte sich das Verbreitungsgebiet bis zum Chankasee. In den 1950ern sind Amur-Leoparden 50 km nördlich von Wladiwostok und im Kedrowaja-Pad-Naturreservat beobachtet worden. Sie halten sich vorwiegend in den Bergen auf und in Gebieten, in denen wilde Sikahirsche leben oder wo landwirtschaftliche Wildhaltung praktiziert wird. Im Winter bleiben sie in schneefreien felsigen Südhängen. In den 1970ern wurde die russische Population in drei unabhängige, kleine Unterpopulationen zersplittert.
Bis zum Jahr 2000 sank die Zahl der weltweit lebenden Amur-Leoparden weiter, besonders ausgeprägt war der Rückgang in China. Viele Populationen waren so stark geschrumpft, dass es zu Inzucht und Degenerationserscheinungen kam. In China und auf der koreanischen Halbinsel gelten Amur-Leoparden seit 2007 als ausgestorben. Laut der letzten Zählung aus dem Jahr 1998 lebten weniger als zehn Tiere in der Provinz Jilin und möglicherweise einige wenige in der Provinz Heilongjiang. Die Individuen waren so weit zerstreut, dass Partnersuche und Fortpflanzung innerhalb der Art nur noch schwer möglich waren.
Seit der Jahrtausendwende befindet sich die weltweit letzte, überlebensfähige und wilde Population der Art im Südwesten der russischen Region Primorje in einem Gebiet von etwa 3000 km2 entlang der Grenze zwischen China und Nordkorea. Laut WWF wurden in Russland inzwischen 70 % dieses Lebensraums als Nationalpark ausgewiesen, innerhalb von 15 Jahren verdoppelte sich die Zahl der dort lebenden Amur-Leoparden auf heute rund 60 Tiere. Auf Initiative von Tierschutzorganisationen hat die russische Regierung seit 2013 mehrere Programme ins Leben gerufen, die die Leoparden-Population dort weiter stabilisieren sollen, unter anderem durch Auswilderung von in Zoos geborenen Tieren und eine Vergrößerung der geschützten Zonen. Laut WWF zeigen die Bemühungen erste Erfolge und ihre Zahl steigt langsam weiter an. Inzwischen überquerten einige Amur-Leoparden die russisch-chinesische Grenze, sodass die Art nun auch wieder in China heimisch ist.
Inzwischen geht man seit 2007 wieder von etwa 70 wildlebenden Amur-Leoparden aus, davon knapp 60 in Russland und 10 bis 12 in China. Im Jahr 2021 lebten darüber hinaus mindestens 121 Tiere dieser Art in Zoologischen Gärten auf der ganzen Welt.
Nachdem in den letzten Jahren umfangreiche Erhaltungsbemühungen von russischen Regierungsbehörden unterstützt wurden, beherbergt der Leopardovy Nationalpark seit 2021 in der russischen Provinz Primorje, der Grenzregion zu China, etwa 110 ausgewachsene Amur-Leoparden.

## Lebensweise

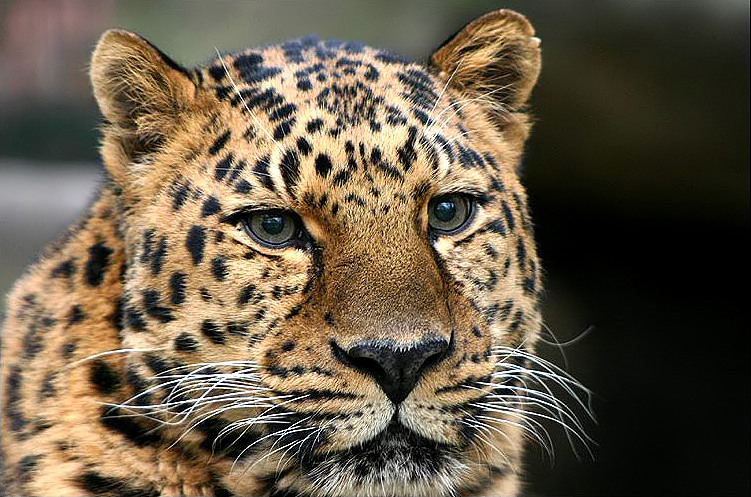
Amurleopard im Zoo Frankfurt

Das Revier von Amur-Leoparden liegt in der Regel in einem Flussbett und erstreckt sich bis an die natürlichen topografischen Grenzen des Gebietes. Das Revier zweier Individuen überlagert sich manchmal, aber nur geringfügig. Abhängig von Geschlecht, Alter und Größe der Familie variiert das Revier eines Individuums von 50–300 Quadratkilometer. Benachbarte Individuen benutzen über Jahre hinweg die gleichen Wildfährten, Migrationsstrecken und sogar Plätze, an denen sie sich ausruhen.
Die durchschnittliche Lebenserwartung des Amur-Leoparden in freier Wildbahn ist unbekannt. In Zoos wurden einzelne Exemplare über 21 Jahre alt; in der Wildbahn ist dieser Wert vermutlich um einiges niedriger. Amur-Leoparden sind nach zwei bis drei Jahren geschlechtsreif. Nach der Geburt bleiben Jungtiere zwischen eineinhalb und zwei Jahren bei der Mutter. Erwachsene Tiere leben und jagen alleine. Ausnahmen bilden nur die Paarungszeiten und, im Falle von Weibchen, die Aufzucht der Jungen.
Zu den Beutetieren des Amur-Leoparden zählen unter anderem das Sibirische Moschustier, Wildschweine, Elche oder Sibirische Rehe. In selteneren Fällen, beispielsweise bei Nahrungsknappheit, frisst der Amur-Leoparden auch kleinere Tiere wie Hasen oder sogar Mäuse. Gejagt wird vor allem in den frühen Morgenstunden. Ein natürlicher Fressfeind und Konkurrent beim Kampf um Beute war früher vor allem der Sibirische Tiger, dessen Bestand heute aber ebenfalls stark zurückgegangen ist.

## Bedrohungen
Da viele der Tiere bereits untereinander verwandt sind, sind  Paarungen zwischen Geschwistern bzw. Nachkommen und Elternteilen eher die Regel als die Ausnahme geworden. Diese Inzucht kann im Extremfall zu Missbildungen bis hin zur Unfruchtbarkeit der Nachkommen führen.
Bis in die 90er-Jahre war auch die Bedrohung durch Wilderer eine Gefahr für den Fortbestand der Art.

## Erhaltungszucht und Auswilderungen
Gemäß aktueller Daten des WWF leben in Zoologischen Gärten heute 121 Amur-Leoparden, die angeblich auf nur 9 Gründertiere zurückgehen sollen. Allerdings ist die genaue Unterartzugehörigkeit eines der Gründermännchen nicht gesichert.
Die ALTA  („Amur-Leopard and Tiger Alliance“) ist eine Initiative russischer und westlicher Naturschutzorganisationen, die sich zum Ziel gesetzt hat, den Bestand der freilebenden Amur-Leoparden und Amur-Tiger langfristig zu schützen. Dafür hat sich die Initiative das Ziel gesetzt, in Russisch-Fernost und im angrenzenden Nordosten Chinas wieder einen Bestand von etwa 100 Amur-Leoparden zu erreichen. Dazu ist geplant, eine zweite Population von etwa 60 Tieren an einer anderen Stelle des ehemaligen Verbreitungsgebietes aufzubauen.